# 29 de novembre
El 29 de novembre o 29 de santandria és el tres-cents trenta-tresè dia de l'any del calendari gregorià i el tres-cents trenta-quatrè en els anys de traspàs. Queden 32 dies per finalitzar l'any.

## Esdeveniments
Països Catalans
- 1291 - Monteagudo de las Vicarías, Castella: El rei Jaume el Just signa la concòrdia de Monteagudo que fa la pau amb Sanç IV de Castella.
- 1833 - Barcelona: es posa en funcionament el vapor Bonaplata, Rull, Vilaregut i Cia, la primera fàbrica accionada per un motor de vapor a Catalunya.[2]
- 1899 - Barcelona: al gimnàs Solé, un grup d'esportistes encapçalats per Joan Gamper funden el Futbol Club Barcelona.
- 1917 - Josep Puig i Cadafalch es converteix en el president de la Mancomunitat de Catalunya després de la mort d'Enric Prat de la Riba.
- 1925 - ciutat de València: inauguració de l'Estadi de Vallejo, camp de futbol del Llevant UE.
- 1942 - Barcelona: Es crea la secció d'handbol del Futbol Club Barcelona.
- 1975 - Barcelona: Estrena al Liceu de l'òpera Rondalla d'esparvers, amb música de Jaume Ventura i Tort, a partir del text de Sagarra.
- 2004 - Monestir de Montserrat (Monistrol de Montserrat, Bages): el fons documental de la biblioteca del monestir esdevé accessible des d'Internet.[3]
- 2013 - El govern valencià d'Alberto Fabra, del PP, executa l’ordre de tancar la televisió pública valenciana.[4]
- 2021 - La jugadora de futbol del FC Barcelona Alèxia Putellas esdevé la primera catalana a guanyar la Pilota d'Or.[5]

Resta del món
- 1225 - Bourges (França)ː Inici del Concili de Bourges que tenia com a objectiu tractar l'afer albigès. El concili posarà les bases per a la intervenció del rei de França al Llenguadoc.
- 1812 - Baríssau (Belarús): l'exèrcit imperial rus guanya la batalla del Berézina després que l'exèrcit napoleònic es retira de Moscou que havia estat cremada totalment pels russos. Els napoleònics, tot i que van poder retirar-se, tenen més de 30.000 baixes.
- 1945 - Iugoslàvia: l'Assemblea Constituent Comunista de Iugoslàvia aboleix formalment la monarquia i declarar la República Federal Popular de Iugoslàvia, i els sis "Estats federals" es converteixen en "Repúbliques populars".
- 1947 - seu de les Nacions Unides, Nova York: l'Assemblea General vota favorablement la partició de Palestina entre àrabs i jueus.
- 1977 - seu de les Nacions Unides, Nova York: les Nacions Unides trien aquesta data com a Dia internacional de solidaritat amb Palestina.
- 1980 - Observatori Palomar, Califòrnia, EUA: Es descobreix l'asteroide (4688) 1980 WF.

## Naixements
Països Catalans
- 1731 - Gorga, el Comtat: Vicent Olcina i Sempere, escriptor i fabulista valencià (m. 1809).[6]
- 1865 - Vilanova i la Geltrú, Garraf: Teresa Mañé, coneguda com a Soledad Gustavo, escriptora, mestra i periodista catalana lliurepensadora, referent de l'anarquisme espanyol.[7]
- 1870 - Castellterçol: Enric Prat de la Riba i Sarrà, advocat i periodista, primer president de la Mancomunitat de Catalunya (1914-1917) i un dels principals artífexs del ressorgiment del sentiment nacional català del segle xix (m. 1917).
- 1886 - València: Francisco Javier Goerlich Lleó, arquitecte valencià (m. 1972).
- 1899 - Sabadell, Vallès Occidental: Joan Oliver i Sallarès, Pere Quart, poeta, dramaturg i escriptor català (m. 1986).
- 1921 - Alcoi: Carmen Llorca Vilaplana, historiadora i política valenciana (m.1998).[8]
- 1932 - Barcelona: Fernando Guillén, actor català (m. 2013).
- 1943 - València: Josep Vicent Marquès i González, escriptor i sociòleg valencià (m. 2008).
- 1945 - Barcelona: Manel Comas i Hortet, entrenador de bàsquet català (m. 2013).
- 1967 -Barcelona: Pilar Díaz, enginyera i política catalana, alcaldessa d'Esplugues de Ll.[9]
- 1972 - Ginebra: Mònica Calzetta Ruiz, jugadora d'escacs balear, que té el títol de Gran Mestra Femenina des de l'any 2003.
- 1981 - Terrassa: Sílvia Bonastre i Peremateu, exjugadora d'hoquei herba.

Resta del món
- 826, Tolosa de Llenguadoc: Guillem de Septimània, comte de Barcelona, Tolosa i Empúries (m. 850).[10][11]
- 1427, Pequín (Xina) Zhu Qizhen, emperador Zhengtong, sisè emperador de la dinastia Ming (m. 1464).[12]
- 1758 - Berlín: Fanny von Arnstein, salonnière vienesa (m. 1818).[13]
- 1797, Bèrgam: Gaetano Donizetti, compositor d'òpera (m. 1848).[14]
- 1803, Salzburg, Imperi Austrohongarès: Christian Andreas Doppler, matemàtic i físic austríac (m. 1853).
- 1811, Boston, Estats Units: Wendell Phillips, abolicionista i defensor dels drets civils estatunidenc (m. 1884).
- 1825, París (França): Jean-Martin Charcot, neuròleg francès (m. 1893).
- 1832, Germantown (Pennsilvàniia): Louisa May Alcott, escriptora estatunidenca, autora de la novel·la Donetes (m. 1888).[15]
- 1835, Pequín (Xina):L'emperadriu vídua Cixi (en xinès: 慈禧太后) coneguda pel poble a la Xina com a emperadriu vídua de l'oest (西太后), i coneguda oficialment després de la seva mort com a emperadriu Xiaoqin Xian (孝欽顯皇后), va ser una figura potent i carismàtica que va ser de facto la sobirana de la dinastia Qing (m. 1908).[16]
- 1840, Denbigh, Gal·les: Rhoda Broughton, novel·lista britànica (m. 1920).[17]
- 1843. Londres: Gertrude Jekyll, influent jardinera, taxònoma, paisatgista, artista i escriptora anglesa.
- 1848, Lancaster (Lancashire), Anglaterra: John A. Fleming, físic i enginyer elèctric anglès (m. 1945).
- 1859, Weimar, Turíngia: Rudolf von Milde, baríton alemany (m. 1927).
- 1865, Amsterdam (Països Baixos): Marie Wuytiers, pintora i dibuixant holandesa (m. 1944).[18]
- 1874, Avanca, Portugal: António Egas Moniz, neuròleg portuguès, Premi Nobel de Medicina o Fisiologia de 1949 (m. 1955).
- 1897, Wilda-Poznań, Polònia: Germaine Krull, fotògrafa d'origen alemany, figura essencial de la Nova Visió (m. 1985).[19]
- 1899, Civiasco: Emma Morano, supercentenària italiana que visqué 117 anys i 137 dies, la segona europea més longeva (m. 2017).[20]
- 1926, Esmirna, Turquia: Dilhan Eryurt, astrofísica turca que treballà per a la NASA en la missió Apollo 11 (m. 2012).[21]
- 1930, Catània: Candido Cannavò, periodista i director del diari esportiu La Gazzetta dello Sport (m. 2009).
- 1932, París (França): Jacques Chirac, polític francès, Primer Ministre de França (1974-1976; 1986-1988), alcalde de París (1977-1995), President de la República Francesa i copríncep d'Andorra (1995-2007) (m. 2019).
- 1939 - Valladolid: Concha Velasco, actriu, ballarina, cantant i presentadora de televisió espanyola (m. 2023).
- 1946, San Antonio de los Baños, Cuba: Silvio Rodríguez, cantant cubà.
- 1947, Günzburg, Baviera: Petra Kelly, política i activista alemanya i fundadora del Partit Verd alemany.[22]
- 1949, Buenos Aires: Bigote Arrocet, cantant i humorista xilè.
- 1950, Quebec: Marie Laberge, dramaturga, novel·lista, actriu i directora de cinema quebequesa.
- 1954, Minneapolis, Minnesota, EUA: Joel Coen, director i guionista estatunidenc.
- 1957, Ciutat de Nova York: Janet Napolitano, política estatunidenca,
- 1959, Rijeka, Croàcia: Mauro Ravnić Trevisan, futbolista croat.
- 1973, Cardiff, Gal·les: Ryan Giggs, futbolista gal·lès.

## Necrològiques
Països Catalans
- 1872 - Barcelona: Joan Güell i Ferrer, economista i industrial català.
- 1901 - Madrid (Espanya): Francesc Pi i Margall, president de la Primera República Espanyola l'any 1873 durant trenta-vuit dies (n. 1824).
- 1974 - València: Elisa Piqueras, pintora, escultora i professora espanyola (n.1912).[23]
- 1990 - Girona: Francesc Civil i Castellví, compositor, organista, pianista i escriptor català (n. 1895).
- 1997 - Barcelona: Mercè Llimona i Raymat, il·lustradora catalana especialitzada en literatura infantil (n. 1914).[24]
- 2023 - Barcelona: Joan B. Culla, historiador català (n. 1952).

Resta del món
- 1516 - Venècia: Giovanni Bellini, també conegut pel seu sobrenom de Giambellino pintor italià del Renaixement, considerat el principal representant del Quattrocento al Vèneto (n. 1424).[25]

- 1643 - Cremona (Itàlia): Claudio Monteverdi, compositor cremonès (Llombardia en la seva època, actualment part d'Itàlia).[26]
- 1866 - Pest: Johanna Sophie Löwe, cantant alemanya (n. 1815).[27]
- 1869 - Berlín: Giulia Grisi, soprano italiana.

- 1924 - Brussel·les, Bèlgica: Giacomo Puccini, compositor italià (n. 1858) (65 anys).[28]
- 1957: 
  - Hollywood, Califòrnia (EUA): Erich Wolfgang Korngold, compositor austríac (n. 1897).[29]
  - Sierra Maestra, Cuba: Ciro Redondo, Comandant de la Revolució Cubana (n. 1931).[30]
- 1970 - París: Nina Ricci, dissenyadora i modista francoitaliana.[31]
- 1981 - Illa de Santa Catalina, Califòrnia: Natalie Wood, actriu estatunidenca.
- 1993 - Irurzun: Ana Ruiz Mitxelena, futbolista, primera portera basca a jugar en la selecció espanyola de futbol (n. 1967).[32]
- 1999 - Madrid: Carmen Díez de Rivera, política i eurodiputada espanyola durant la transició (n. 1942).[33]
- 2001 - Los Angeles (EUA): George Harrison, músic anglès, cantant i guitarra de The Beatles.
- 2008 - Copenhaguen (Dinamarca): Jørn Utzon, arquitecte danès.
- 2008 - Buenos Aires (Argentina): Ulises Dumont, actor argentí.
- 2010 - Peredelkino, Moscou: Bel·la Akhmadúlina, una dels grans poetes russes del segle xx (n. 1937).[34]

## Festes i commemoracions
- Santoral: sants Damas I papa; Sadurní de Tolosa, màrtir; beat Frederic de Ratisbona, agustí; beata Maria Magdalena de l'Encarnació, fundadora de les monges Adoratrius Perpètues del Santíssim Sagrament; beat Bernardo de Hoyos, jesuïta; Tiridates III d'Armènia, rei, i Askhen i Hosroviduht, reina i princesa d'Armènia (només a l'Església Apostòlica Armènia).
- Festa Local de La Roca del Vallès a la comarca del Vallès Oriental.
- Festa Local de Sant Sadurní d'Anoia a la comarca de l'Alt Penedès.
- Dia Internacional de Solidaritat amb el Poble Palestí.
- Dia Internacional de les Defensores de Drets Humans.